# Parafia Narodzenia Najświętszej Maryi Panny w Siedliskach-Boguszy
Parafia Narodzenia Najświętszej Maryi Panny w Siedliskach-Boguszy – parafia rzymskokatolicka, znajdująca się w diecezji tarnowskiej, w dekanacie Pilzno.